# Edmund Wojtyła
Edmund Antoni Wojtyła (ur. 27 sierpnia 1906 w Krakowie, zm. 4 grudnia 1932 w Bielsku) – polski lekarz, syn Emilii i Karola Wojtyłów, starszy brat Karola Józefa Wojtyły.

## Życiorys

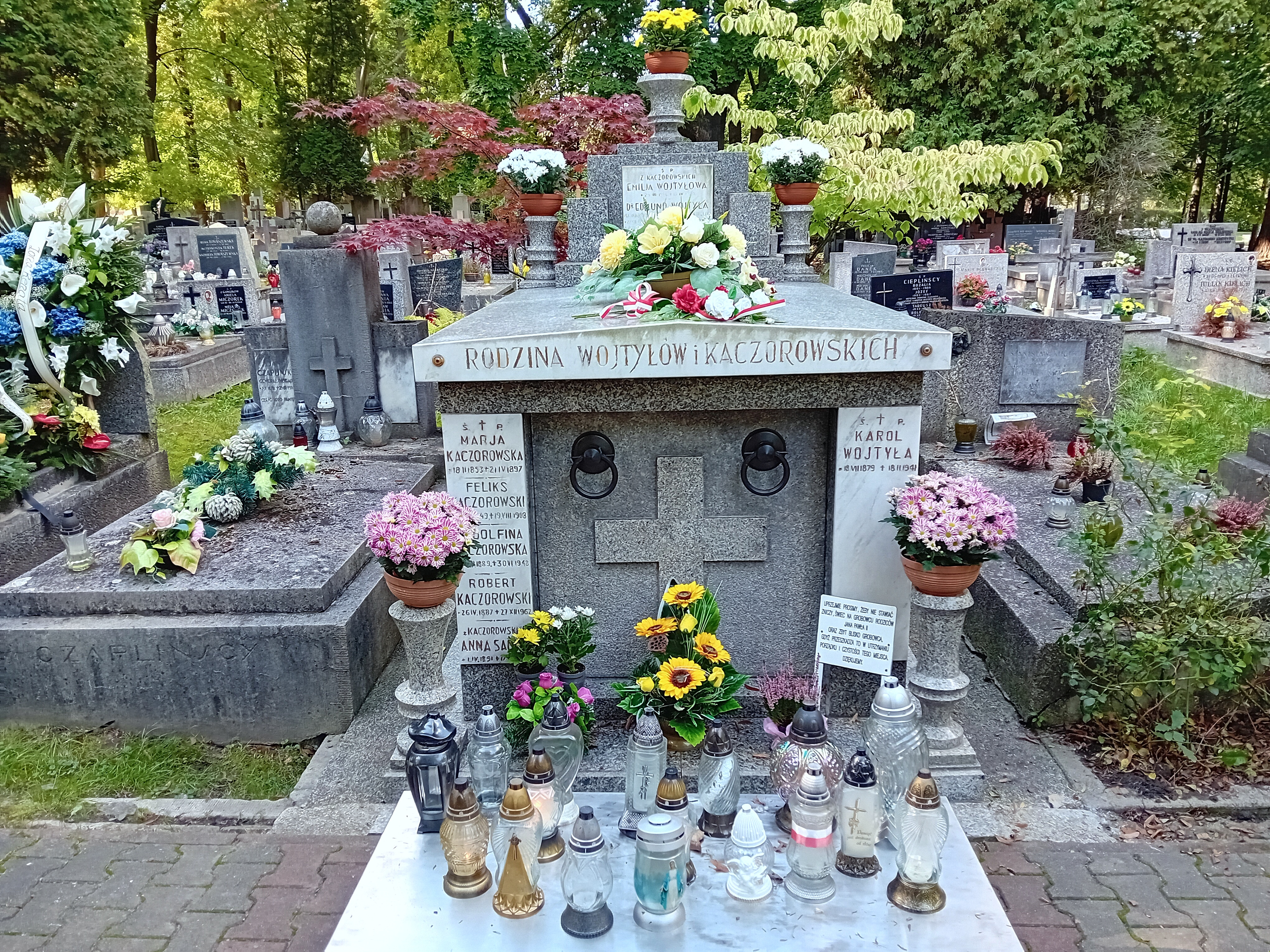
Grobowiec Edmunda Wojtyły i jego rodziców Karola i Emilii na Cmentarzu Rakowickim w Krakowie

Po wybuchu I wojny światowej, z powodu przeniesienia jednostki ojca na Morawy, Edmund uczęszczał do austriackiej szkoły kadetów w miejscowości Hranice. Przez wiele lat mieszkał w Wadowicach, tam też ukończył szkołę powszechną i gimnazjum, świadectwo dojrzałości uzyskał 12 czerwca 1924.
W latach 1924–1930 studiował medycynę na Uniwersytecie Jagiellońskim w Krakowie.
28 maja 1930 roku promowany został na doktora wszech nauk medycznych na UJ.
1 kwietnia 1931, po paromiesięcznej praktyce w Klinice Dziecięcej w Krakowie, został sekundariuszem (zastępcą ordynatora) w Szpitalu Miejskim w Bielsku. W listopadzie 1932 roku doktor Edmund Wojtyła zaraził się szkarlatyną ratując chorą pacjentkę. Zmarł po ciężkiej, trwającej 4 dni chorobie 4 grudnia 1932 roku. Jego pogrzeb na cmentarzu w Bielsku zgromadził wielu ludzi. Na płycie nagrobnej wyryto: Swe młode życie oddał w ofierze cierpiącej ludzkości. Obecnie jego ciało spoczywa na Cmentarzu Rakowickim w Krakowie (cmentarzu wojskowym przy ul. Prandoty) (50°04′40,8″N 19°57′20,9″E/50,078000 19,955800). W 1934 ciało Edmunda zostało przeniesione do wybudowanego grobowca wraz z ciałem matki oraz jej rodziców.
Dla młodszego o 14 lat Karola był mentorem i opiekunem, towarzyszem jego zabaw i wędrówek górskich. Na biurku Jana Pawła II w jego watykańskim apartamencie papieskim do końca jego pontyfikatu spoczywał stetoskop brata z bielskiego szpitala.

## Upamiętnienie
- W 2006 roku został nakręcony film o Edmundzie Wojtyle pt. Brat papieża w reżyserii Stanisława Janickiego[4].
- Jego imieniem nazwano Szpital Ogólny w Bielsku-Białej[5], a 18 maja 2018 roku[6] także Małopolski Szpital Chorób Płuc i Rehabilitacji w Jaroszowcu[7].
- Edmund Wojtyła jest również patronem ulicy w Wadowicach[8].
- Rok 2022 został ogłoszony przez Radę Miejską w Wadowicach rokiem Edmunda Wojtyły[a][9].